# Uwe Gospodarek
Uwe Gospodarek (Straubing, 6 agosto 1973) è un ex calciatore tedesco, portiere. Attualmente è allenatore dei portieri allo Stoccarda.

## Carriera

### Club
Iniziò la carriera da professionista nel Bayern Monaco con cui vinse la Bundesliga 1993-1994 collezionando 7 presenze in sei anni prima di passare in Zweite Bundesliga al Bochum. Qui conquistò il posto da titolare e la promozione in Bundesliga, dove giocò per i successivi due anni.
Nel 1999 passò al Kaiserslautern, finendo nuovamente in panchina. Nel 2001 tornò al Jahn Regensburg club che gioca in Regionalliga e in cui è Gospodarek è cresciuto.
Nel 2003 venne acquistato dal Wacker Burghausen, club di Zweite Bundesliga, dove fu titolare fra i pali per quattro anni. Nel 2007, dopo la retrocessione in Regionalliga accettò il passaggio al Borussia Mönchengladbach, dove è tornato ad occupare il posto di riserva. Dopo aver giocato poche partite in due anni passa nel 2010 all'Hannover 96 e anche in questa squadra non trova spazio.

### Nazionale
Ha giocato nella nazionale tedesca Under-21.

## Palmarès

### Club

#### Competizioni nazionali
- Campionato tedesco: 1

Bayern Monaco: 1993-1994
- Campionato tedesco di seconda divisione: 2

Bochum: 1995-1996
Borussia Mönchengladbach: 2007-2008